# Шарль Плісньє
Шарль Плісньє (фр. Charles Plisnier; 13 грудня 1896, Глін — 17 липня 1952, Брюссель) — бельгійський письменник, який писав французькою мовою, член Бельгійської академії літератури, автор реалістичних романів з елементами психоаналізу.